# امبروجيو موريلي
امبروجيو موريلي (بالإيطالية: Ambrogio Morelli)‏ مواليد 04 سبتمبر 1905 في إيطاليا - الوفاة 10 أكتوبر 2000 في إيطاليا، كان دراج إيطالي في صنف سباق الدراجات على الطريق.

## سجل النتائج

### سباقات أو مراحل فاز بها
- طواف فرنسا

## روابط خارجية
- امبروجيو موريلي على موقع أرشيف الدراجات (الإنجليزية)
- امبروجيو موريلي على موقع إحصائيات الدراجات الإحترافية (الإنجليزية)
- امبروجيو موريلي على موقع CycleBase (الإنجليزية)